# Symphypleona
Symphypleona zijn een orde van springstaarten en telt 1187 beschreven soorten.

## Taxonomie
- Superfamilie Sminthuridoidea - sensu Fjellberg A, 1989 (146 soorten)
  - Familie Mackenziellidae - Yosii, 1961
  - Familie Sminthurididae - Börner, 1906
- Superfamilie Katiannoidea - Bretfeld, 1994 (350 soorten)
  - Familie Katiannidae - Börner, 1913
  - Familie Spinothecidae - Delamare Deboutteville, 1961
  - Familie Arrhopalitidae - Stach, 1956
  - Familie Collophoridae - Bretfeld G, 1999:13
- Superfamilie Sturmioidea - Bretfeld, 1994 (2 soorten)
  - Familie Sturmiidae - Bretfeld, 1994
- Superfamilie Sminthuroidea - Bretfeld, 1994 (490 soorten)
  - Familie Sminthuridae - Lubbock, 1862
    - Onderfamilie Sminthurinae - Lubbock, 1862
    - Onderfamilie Sphyrothecinae - Betsch J-M, 1980

  - Familie Bourletiellidae - Börner, 1912
- Superfamilie Dicyrtomoidea - Bretfeld, 1994 (199 soorten)
  - Familie Dicyrtomidae - Börner, 1906
    - Onderfamilie Ptenothricinae - Richards, 1968
    - Onderfamilie Dicyrtominae - Richards, 1968